# Саар на летних Олимпийских играх 1952
Протекторат Саар существовал с 1947 по 1956 годы и успел принять участие только в летних Олимпийских играх 1952 года. В связи с тем, что в Саарской области уже полтысячи лет занимаются добычей угля, именно Саар предоставил безопасные шахтёрские лампы, в которых пламя олимпийского огня было доставлено самолётами в Хельсинки. На церемонии открытия сборная Саара шла перед сборной ФРГ.

## Состав сборной
Страну представляли 31 мужчина и 5 женщин, принимавшие участие в соревнованиях по академической гребле, боксу, греко-римской борьбе, спортивной гимнастике, гребле на байдарках и каноэ, лёгкой атлетике, плаванию, стрельбе и фехтованию.
Сборная Саара не завоевала ни одной медали и в общем командном зачёте оказалась на 44-м месте из 69 стран-участниц. 19-летняя Тереза Ценц сумела финишировать 9-й в гребле на каноэ, что явилось значительным достижением для молодой спортсменки из страны, не имевшей выхода к морю (соревнования проводились прямо в акватории Балтийского моря); в 1956 году Тереза Ценц завоевала серебряную медаль, выступая уже за объединённую германскую команду.
 Академическая гребля
1. Вернер Биль
2. Херберт Кесель
3. Йоахим Краузе-Вихман
4. Ханс Краузе-Вихман
5. Ханнс Петерс
6. Клаус Хан
7. Гюнтер Шютт

 Бокс
1. Вилли Раммо
2. Хельмут Хофман
3. Курт Ширра

 Борьба
Греко-римская борьба
1. Норберт Кёлер
2. Вернер Циммер
3. Эрих Шмидт

 Гребля на байдарках и каноэ
1. Хайнрих Хесс
2. Курт Циммер
3. Тереза Ценц

 Лёгкая атлетика
1. Тони Бредер
2. Вилли Бургард
3. Хильда Антес
4. Инге Гласхёрстер
5. Урсель Фингер
6. Инге Эккель

 Плавание
1. Георг Маскетти

 Спортивная гимнастика
 Стрельба
 Фехтование

### Знаменосец
| # | Год, Место      | Сезон | Имя Фамилия | Вид спорта      |
| - | --------------- | ----- | ----------- | --------------- |
| 1 | 1952, Хельсинки | Лето  | Тони Бредер | Лёгкая атлетика |

## Результаты соревнований

### Академическая гребля
Соревнования в академической гребле на Играх 1952 года проходили с 20 по 23 июля. В следующий раунд из каждого заезда проходили несколько лучших экипажей (в зависимости от дисциплины). Впервые с 1928 года для проигравших в полуфинале спортсменов был введён ещё один отборочный заезд. В финал A выходили 5 сильнейших экипажей.
Мужчины
| Соревнование | Спортсмены               | Предварительный заезд | Предварительный заезд | Предварительный заезд | 1-й отборочный заезд | 1-й отборочный заезд | 1-й отборочный заезд | Полуфинал             | Полуфинал             | Полуфинал             | 2-й отборочный заезд  | 2-й отборочный заезд  | 2-й отборочный заезд  | Финал                 | Финал                 |
| Соревнование | Спортсмены               | Заезд                 | Время                 | Место                 | Заезд                | Время                | Место                | Заезд                 | Время                 | Место                 | Заезд                 | Время                 | Место                 | Время                 | Место                 |
| ------------ | ------------------------ | --------------------- | --------------------- | --------------------- | -------------------- | -------------------- | -------------------- | --------------------- | --------------------- | --------------------- | --------------------- | --------------------- | --------------------- | --------------------- | --------------------- |
| одиночки     | Гюнтер Шютт              | 2                     | 7:58,4                | 3                     | 2                    | 7:38,4               | 1                    | не участвовал         | не участвовал         | не участвовал         | 3                     | 7:42,9                | 2                     | завершил выступление  | завершил выступление  |
| двойки       | Клаус Хан Херберт Кесель | 3                     | 8:09,5                | 3                     | 2                    | DNF                  | 3                    | завершили выступление | завершили выступление | завершили выступление | завершили выступление | завершили выступление | завершили выступление | завершили выступление | завершили выступление |

| Спортсмен                                                        | Вид                   | Отбороч- ные гонки | Отбороч- ные гонки | Дополнитель- ная гонка | Дополнитель- ная гонка | Полуфинал | Полуфинал | Дополнитель- ная гонка | Дополнитель- ная гонка | Финал     | Финал     |
| Спортсмен                                                        | Вид                   | Время              | Место              | Время                  | Место                  | Время     | Место     | Время                  | Место                  | Время     | Место     |
| ---------------------------------------------------------------- | --------------------- | ------------------ | ------------------ | ---------------------- | ---------------------- | --------- | --------- | ---------------------- | ---------------------- | --------- | --------- |
| Вернер Биель Ханс Краузе-Вихман Йоахим Краузе-Вихман Ханс Петерс | Четвёрка без рулевого | 6,40,8             | 1                  | -                      | -                      | 7,10,4    | 3         | 6.47,2                 | 2                      | Не прошли | Не прошли |

### Бокс
Спортсменов — 3
| Спортсмен        | Категория | 1/16 финала             | 1/8 финала           | Четвертьфинал        | Полуфинал            | Финал                |
| Спортсмен        | Категория | Соперник и результат    | Соперник и результат | Соперник и результат | Соперник и результат | Соперник и результат |
| ---------------- | --------- | ----------------------- | -------------------- | -------------------- | -------------------- | -------------------- |
| Хельмут Хоффманн | 51 кг     | Хан Су Ан Пор КО        | Не прошёл            | Не прошёл            | Не прошёл            | Не прошёл            |
| Курт Ширра       | 57 кг     | Луис Арангурэн Поб 2:1  | Янош Эрдей Пор 1:2   | Не прошёл            | Не прошёл            | Не прошёл            |
| Вмлли Раммо      | 71 кг     | Йозеф Хамбергер Пор 0:3 | Не прошёл            | Не прошёл            | Не прошёл            | Не прошёл            |

### Борьба
Спортсменов — 3
Греко-римский стиль
| Спортсмен     | Категория | 1 круг                     | 2 круг                    | 3 круг                     | 4 круг               | 5 круг               | Финальный круг       | Место |
| Спортсмен     | Категория | Соперник и результат       | Соперник и результат      | Соперник и результат       | Соперник и результат | Соперник и результат | Соперник и результат | Место |
| ------------- | --------- | -------------------------- | ------------------------- | -------------------------- | -------------------- | -------------------- | -------------------- | ----- |
| Вернер Циммер | 52 кг     | Хейнрих Вебер Пор туше     | Лео Хонкала Пор туше      | Не прошёл                  | Не прошёл            | Не прошёл            | Не прошёл            | 12    |
| Норберт Кёлер | 57 кг     | Освальдо Джонстон Поб туше | Фердинанд Шмитц Пор туше  | Пер Хуберт Перссон Пор 0:3 | Не прошёл            | Не прошёл            | Не прошёл            | 9     |
| Эрих Шмидт    | 67 кг     | Камель Хуссейн Пор 0:3     | Георгиос Петмецас Поб 2:1 | Жан Кулс Поб 3:0           | Не прошёл            | Не прошёл            | Не прошёл            | 8     |

### Спортивная гимнастика
Спортсменов — 6
Мужчины
| Спортсмен                                                                                | Вид                       | Вольные упражнения | Вольные упражнения | Опорный прыжок | Опорный прыжок | Брусья    | Брусья | Перек- ладина | Перек- ладина | Кольца    | Кольца | Конь      | Конь  | Многоборье | Многоборье |
| Спортсмен                                                                                | Вид                       | Результат          | Место              | Результат      | Место          | Результат | Место  | Результат     | Место         | Результат | Место  | Результат | Место | Результат  | Место      |
| ---------------------------------------------------------------------------------------- | ------------------------- | ------------------ | ------------------ | -------------- | -------------- | --------- | ------ | ------------- | ------------- | --------- | ------ | --------- | ----- | ---------- | ---------- |
| Артур Шмитт                                                                              | Индивидуальное первенство | 15,25              | 154                | 14,50          | 173            | 17,55     | 106    | 17,30         | 87            | 17,65     | 87     | 16,55     | 94    | 98,80      | 119        |
| Вальтер Мюллер                                                                           | Индивидуальное первенство | 14,80              | 164                | 17,35          | 128            | 16,20     | 140    | 16,80         | 106           | 15,45     | 151    | 13,60     | 150   | 94,20      | 143        |
| Рольф Лауэр                                                                              | Индивидуальное первенство | 15,90              | 144                | 16,20          | 161            | 15,40     | 157    | 15,25         | 143           | 14,65     | 165    | 14,30     | 137   | 91,70      | 150        |
| Хайнц Остхаймер                                                                          | Индивидуальное первенство | 16,35              | 126                | 17,65          | 110            | 14,60     | 167    | 9,80          | 177           | 16,80     | 114    | 15,95     | 109   | 91,15      | 153        |
| Норберт Дитрих                                                                           | Индивидуальное первенство | 13,85              | 173                | 13,90          | 176            | 15,85     | 147    | 15,95         | 133           | 17,45     | 94     | 13,15     | 156   | 90,15      | 155        |
| Альфред Видерспорн                                                                       | Индивидуальное первенство | 16,15              | 137                | 17,40          | 123            | 12,90     | 176    | 15,25         | 143           | 12,75     | 176    | 15,35     | 121   | 89,80      | 156        |
| Артур Шмитт Вальтер Мюллер Рольф Лауэр Хайнц Остхаймер Норберт Дитрих Альфред Видерспорн | Командное первенство      | 78,55              | 22                 | 84,35          | 22             | 79,60     | 22     | 81,45         | 20            | 82,10     | 21     | 75,75     | 21    | 481,80     | 22         |

### Гребля на байдарках и каноэ
Спортсменов — 3
Мужчины
| Спортсмен                | Вид                    | Предварительный раунд | Предварительный раунд | Финал     | Финал     |
| Спортсмен                | Вид                    | Время                 | Место                 | Время     | Место     |
| ------------------------ | ---------------------- | --------------------- | --------------------- | --------- | --------- |
| Хайнрих Хесс Курт Циммер | Байдарка-двойка 1000 м | 4:01,4                | 4                     | Не прошли | Не прошли |
| Хайнрих Хесс Курт Циммер | Байдарка-двойка 10000м |                       |                       | 48:05,6   | 12        |

Женщины
| Спортсмен   | Вид                     | Предварительный раунд | Предварительный раунд | Финал  | Финал |
| Спортсмен   | Вид                     | Время                 | Место                 | Время  | Место |
| ----------- | ----------------------- | --------------------- | --------------------- | ------ | ----- |
| Тереза Ценц | Байдарка-одиночка 500 м | 2:26,9                | 3                     | 2:27,9 | 9     |

### Лёгкая атлетика
Спортсменов — 6
Мужчины
| Спортсмен     | Вид            | Квалификация | Квалификация | Финал     | Финал     |
| Спортсмен     | Вид            | Результат    | Место        | Результат | Место     |
| ------------- | -------------- | ------------ | ------------ | --------- | --------- |
| Тони Бредер   | Прыжки в длину | 6,88         | 19           | Не прошёл | Не прошёл |
| Вилли Бургард | Тройной прыжок | 13,86        | 29           | Не прошёл | Не прошёл |

Женщины
| Спортсмен                                              | Вид              | Предварительный круг | Предварительный круг | Полуфинал | Полуфинал | Финал     | Финал     |
| Спортсмен                                              | Вид              | Результат            | Место                | Результат | Место     | Результат | Место     |
| ------------------------------------------------------ | ---------------- | -------------------- | -------------------- | --------- | --------- | --------- | --------- |
| Хильда Антес                                           | 80 м с барьерами | 12,0                 | 4                    | Не прошла | Не прошла | Не прошла | Не прошла |
| Инге Глашёрстер Инге Эккель Хильда Антес Урсула Фингер | Эстафета 4×100 м | 49,0                 | 5                    | Не прошли | Не прошли | Не прошли | Не прошли |
| Урсула Фингер                                          | Прыжки в длину   | 5,27                 | 25                   | Не прошла | Не прошла | Не прошла | Не прошла |

### Плавание
Спортсменов — 1
Мужчины
| Спортсмен      | Вид                 | Заплыв    | Заплыв | Полуфинал | Полуфинал | Финал     | Финал     |
| Спортсмен      | Вид                 | Результат | Место  | Результат | Место     | Результат | Место     |
| -------------- | ------------------- | --------- | ------ | --------- | --------- | --------- | --------- |
| Георг Маскетти | 400 м вольный стиль | 5.31,2    | 49     | Не прошёл | Не прошёл | Не прошёл | Не прошёл |

### Стрельба
Спортсменов — 2
| Спортсмен        | Вид                                             | Результат | Место |
| ---------------- | ----------------------------------------------- | --------- | ----- |
| Людвиг Греф      | Малокалиберная винтовка из 3 положений, 50 м    | 1089      | 38    |
| Людвиг Греф      | Малокалиберная винтовка из положения лёжа, 50 м | 391       | 40    |
| Ханс Эшенбреннер | Малокалиберная винтовка из положения лёжа, 50 м | 384       | 52    |

### Фехтование
Спортсменов — 5
Мужчины
| Спортсмен                                                       | Вид                   | Первый круг                                                                                             | Первый круг | Второй круг | Второй круг | Полуфинал | Полуфинал | Финал      | Финал     |
| Спортсмен                                                       | Вид                   | Соперники                                                                                               | Место       | Соперники   | Место       | Соперники | Место     | !Соперники | Место     |
| --------------------------------------------------------------- | --------------------- | --- | ----------- | ----------- | ----------- | --------- | --------- | ---------- | --------- |
| Эрнст Рау                                                       | Индивидуальная рапира | Лейф Клетте Нильс Лидстрём Ульрих Уэндом Джон Фэзерс Юлиус Эйсенеккер Патрик Даффи Джованни Берторелли  | 5           | Не прошёл   | Не прошёл   | Не прошёл | Не прошёл | Не прошёл  | Не прошёл |
| Эрнст Рау                                                       | Индивидуальная сабля  | Франсуа Эйвер Иван Манаенко Ежи Павловски Раймондо Карнера Джон Фэзерс Рафаэль Камара Густаво Гутьеррес | 5           | Не прошёл   | Не прошёл   | Не прошёл | Не прошёл | Не прошёл  | Не прошёл |
| Карл Бах                                                        | Индивидуальная рапира | Василе Челару Натаниэл Лабелл Бенито Рамос Марк Мидлер Рикардо Римини Августо Гутьеррес                 | 5           | Не прошёл   | Не прошёл   | Не прошёл | Не прошёл | Не прошёл  | Не прошёл |
| Карл Бах                                                        | Индивидуальная сабля  | Войцех Заблоцки Уильям Битли Вилли Фашер Вернер Платтнер Эстевао Молнар Джок Гибсон Жоао Пессанья       | 6           | Не прошёл   | Не прошёл   | Не прошёл | Не прошёл | Не прошёл  | Не прошёл |
| Гюнтер Кнёдлер                                                  | Индивидуальная рапира | Пауль Валке Юлен Уралов Дэниэл Буканц Ежи Павловски Хейкки Райтио Абелардо Менендес                     | 6           | Не прошёл   | Не прошёл   | Не прошёл | Не прошёл | Не прошёл  | Не прошёл |
| Гюнтер Кнёдлер                                                  | Индивидуальная сабля  | Илие Тудор Марсель ван дер Аувера Хенри Нордин Жюль Амэ-Дро Рихард Либшер Эдмундо Лопес Эдуардо Лопес   | 6           | Не прошёл   | Не прошёл   | Не прошёл | Не прошёл | Не прошёл  | Не прошёл |
| Гюнтер Кнёдлер Эрнст Рау Вальтер Брёдель Карл Бах               | Командная рапира      | Венгрия 1:15 Бельгия 3:9                                                                                | 3           | Не прошли   | Не прошли   | Не прошли | Не прошли | Не прошли  | Не прошли |
| Карл Бах Гюнтер Кнёдлер Вилли Рёсслер Эрнст Рау Вальтер Брёдель | Командная сабля       | Аргентина 4:12 Венгрия 1:15                                                                             | 4           | Не прошли   | Не прошли   | Не прошли | Не прошли | Не прошли  | Не прошли |